# Sérères

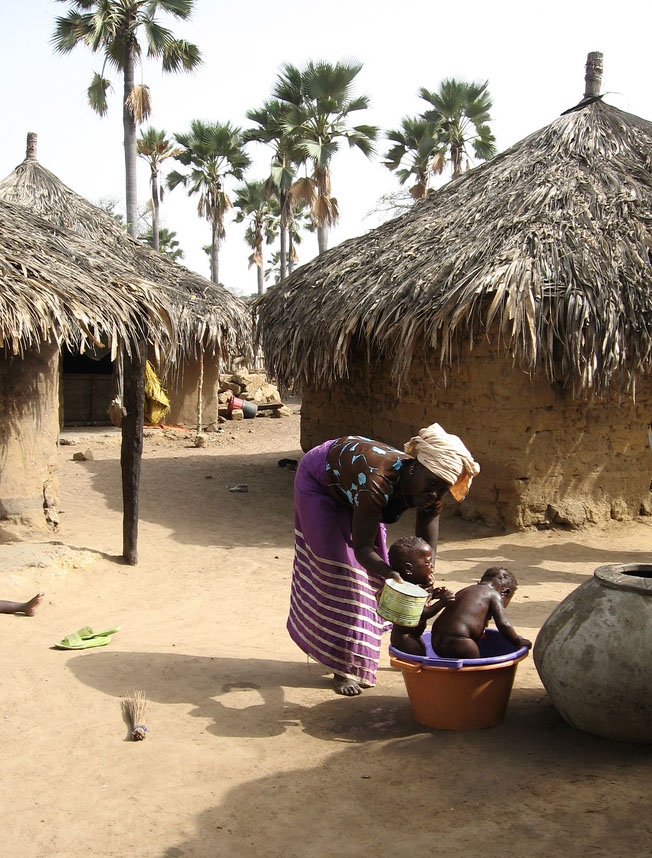
Sérère-dorp in Senegal

De Sérères of Serer vormen de op een na grootste etnische bevolkingsgroep in Senegal, een belangrijke groep in Gambia, en komen ook voor in Mauritanië. De traditionele Sérère koninkrijken omvatten onder andere het Koninkrijk Sine en het Koninkrijk Saloum.
De Sérères geloven in een universele god die Roog wordt genoemd. Andere religies winnen slechts langzaam terrein, waarbij de islam de meest voorkomende is, en ook katholicisme voorkomt.
De bekendste representant van de Sérères is Léopold Sédar Senghor die Senegals eerste president was. Als tweede bevolkingsgroep in grootte worden de Sérères licht gedomineerd door de Wolof, en de meeste Sérères spreken dan ook Wolof als tweede taal.